# Missy (Frankrijk)
Missy is een plaats en voormalige gemeente in het Franse departement Calvados in de regio Normandië. De plaats maakt deel uit van het arrondissement Caen.

## Geschiedenis
De gemeente maakte deel uit van het kanton Villers-Bocage totdat dit op 22 maart 2015 werd opgeheven en de gemeenten werden opgenomen in het kanton Aunay-sur-Odon. Op 1 januari 2016 fuseerde Missy met de aangrenzende gemeente Noyers-Bocage tot de commune nouvelle Noyers-Missy, die op 1 januari 2017 fuseerde met Le Locheur en Tournay-sur-Odon tot de huidige commune nouvelle Val d'Arry.

## Geografie
De oppervlakte van Missy bedraagt 5,0 km², de bevolkingsdichtheid is 104,4 inwoners per km².
De onderstaande kaart toont de ligging van Missy (Frankrijk) met de belangrijkste infrastructuur en aangrenzende gemeenten.

## Demografie
Onderstaande figuur toont het verloop van het inwonertal (bron: INSEE-tellingen).

Vanwege een beveiligingsprobleem met de MediaWiki Graph-software is het momenteel niet mogelijk deze grafiek weer te geven. Zodra de software is bijgewerkt zal de grafiek vanzelf weer zichtbaar worden.
Le Locheur · Missy · Noyers-Bocage · Tournay-sur-Odon